# Nicolò Boccali
Nicolò Boccali (talvolta anche Niccolò, in greco: Νικόλαος Μποκάλης; Grecia, ... – 1505 circa) è stato un condottiero e capitano di ventura greco naturalizzato italiano.

## Biografia
Nicolò Boccali nacque probabilmente verso la metà del secolo XV, in Grecia. La famiglia greca dei Boccali si rese celebre in Italia come stirpe di validi capitani di ventura.
Alla caduta del despotato di Morea in mano ottomana (1460), il Boccali fu scacciato dal Peloponneso, trovando rifugio nelle terre balcaniche allora soggette al dominio della Repubblica di Venezia. Nel gennaio del 1499, infatti, lo troviamo in Dalmazia in qualità di capitano della guardia della città di Sebenico. In questa veste, tuttavia, non fu in grado di schiacciare le masnade di sbandati che compivano razzie nel contado, e per tale motivo il Boccali fu duramente attaccato a Venezia dall'oratore Andrea Zancani. Nel luglio di quello stesso anno, quindi, fu spostato a Aurana con un manipolo di cento uomini.
Nel 1500 fece ritorno a Spalato e di lì, alla testa di trenta cavalieri, compì scorrerie ai danni dei Turchi, ricevendone lodi. Portatosi nuovamente a Sebenico nel 1502, giunse in Friuli nel 1503.
Morì in località ignota verso il 1505.

## Discendenza
Nicolò Boccali prese in moglie, negli anni Sessanta del Quattrocento, Caterina Arianiti Comneno, sorella del principe e capitano di ventura d'origine albanese Costantino Arianiti Comneno. Da lei ebbe almeno tre figli:
- Emanuele, detto Emanuele Greco († agosto 1516), capitano di ventura;
- Costantino († ca. 1540), anch'egli capitano di ventura;
- Caterina († 1524), andò in sposa, nel 1519, al condottiero albanese Mercurio Bua Spata, conte di Aquino e Roccasecca.